# Thecla crispisulcans
Thecla crispisulcans är en fjärilsart som beskrevs av Max Wilhelm Karl Draudt 1920. Thecla crispisulcans ingår i släktet Thecla och familjen juvelvingar. Inga underarter finns listade i Catalogue of Life.